# Balsa (bateau)
Pour les articles homonymes, voir Balsa (homonymie).

Balsa sur le lac Titicaca.

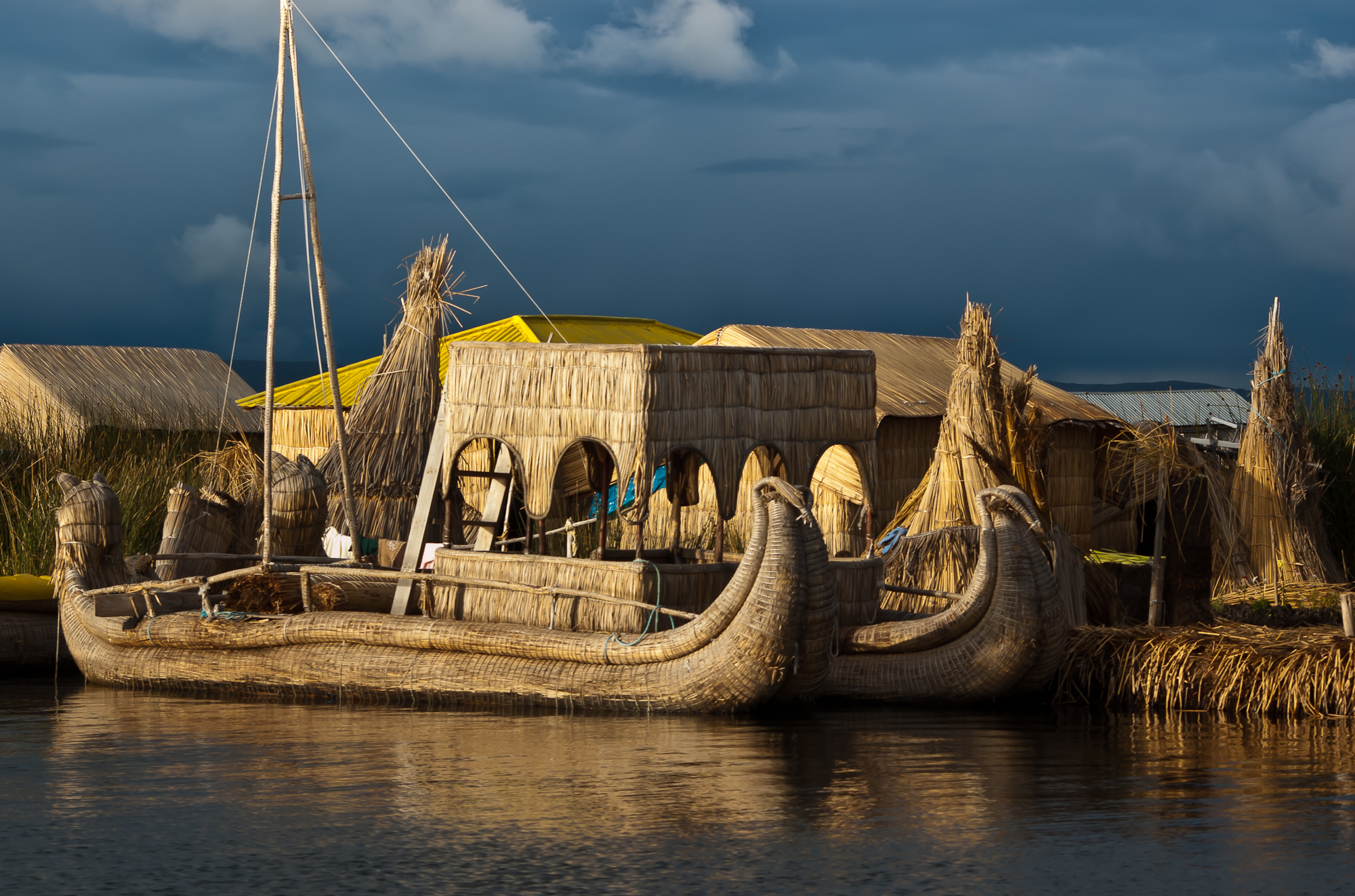
Balsa à Aimara.

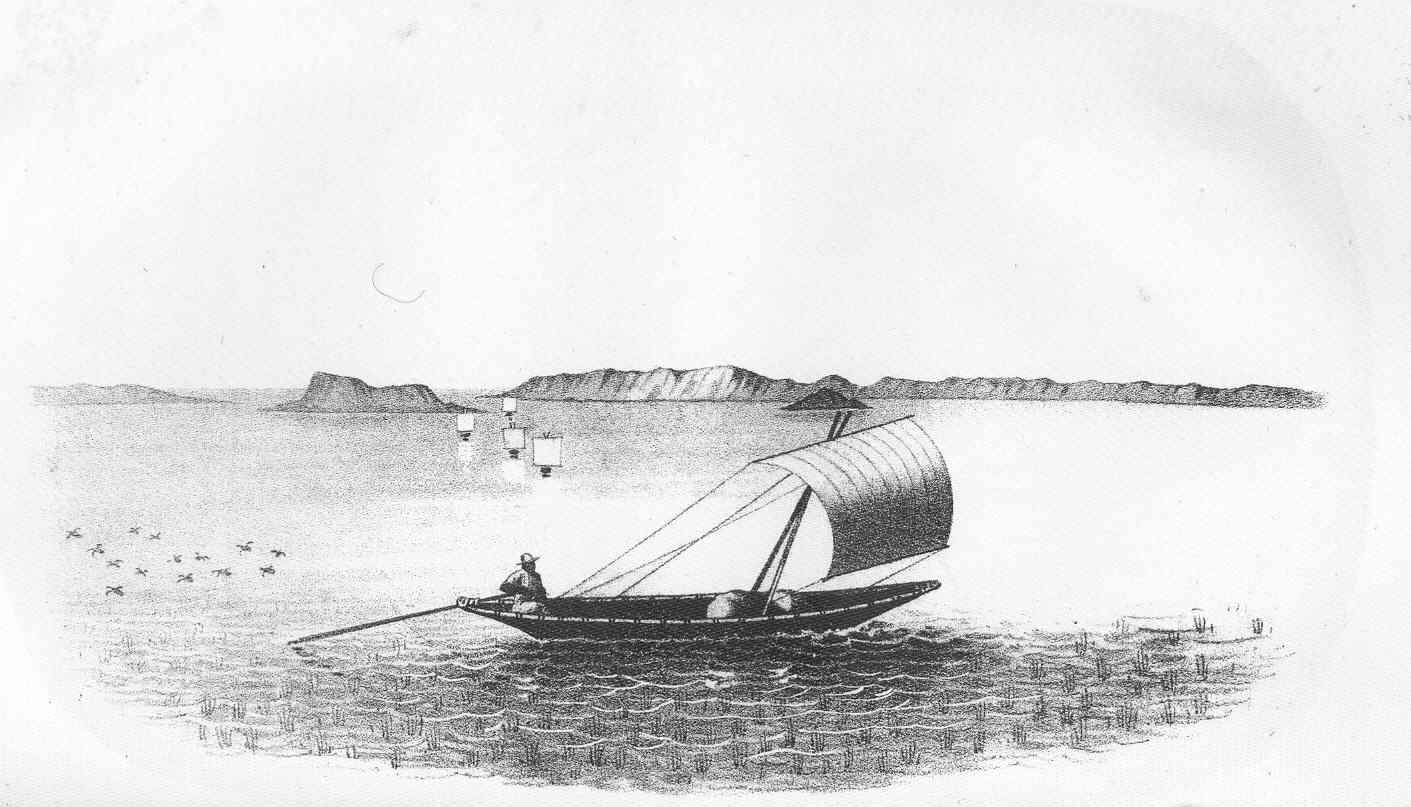
Balsa munie de voile.

Un balsa désigne, en langue Aymara, un type de bateau en totora (sorte de roseaux tressés) utilisé par les indiens Aymaras et Uros pour naviguer sur le Lac Titicaca (à la frontière entre la Bolivie et le Pérou).
Certains sont reconnaissables à leur figure de proue représentant une tête de puma stylisé. La nature de leur construction, en roseau, leur confère une durée de vie limitée (3 à 4 mois). Ils ont pu dans le passé être équipés de voiles.

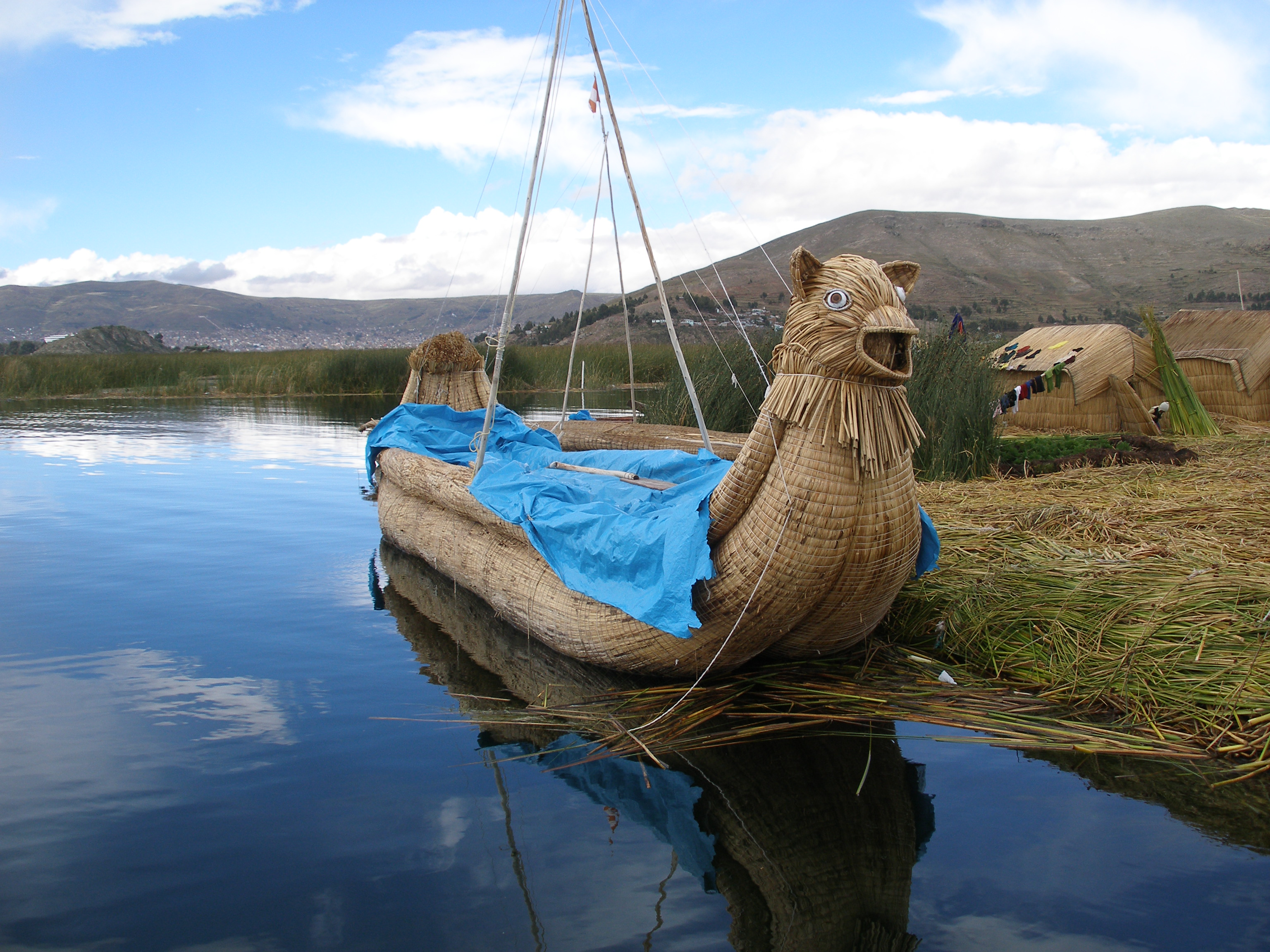
Détail de proue.